# 의존성 인격장애
의존성 성격장애(Dependent personality disorder, DPD)는 타인에게 만연성 심리의존(psychological dependence)을 특성으로 하는 성격장애(personality disorder)이다. 의존성 성격장애는 장기적으로 나타나는 증상으로, 자신의 정서적 신체적 욕구를 충족하기 위하여 타인에게 의존한다. 클러스터 C 성격장애(cluster C personality disorder) 중 하나이다. 클러스터 C 성격장애는 과도한 공포(fear)와 불안(anxiety)을 특성으로 한다. 아동기 초기 이전에 발생하며 다양한 환경, 상황, 맥락에서 드러나며 부적절한 기능과 연관된다. 증상은 극단적인 수동성(passivity), 관계가 끝났을 때의 황폐화(devastation) 혹은 무기력(helplessness), 책임감 회피, 심각한 복종(submission) 등이 있다.

## 징후 및 증세
의존성 성격장애는 의사결정이나 정서적 지지를 카인에게 지나치게 의존하는 특징의 정신 건강 증상이다. 환자는 독립적인 결정을 내리고 타인에게 지속적인 안심을 찾는다. 이러한 의존은 자신에게 판단에 대한 자신감이 럾기 때문에, 자신보다 타인의 욕구와 의견을 우선시하는 경향을 낳게 된다.
환자는 흔히 강한 분리불안(fear of separation)으로 인해 수동적이고 들러 붙는 행동(passive and clingy behavior)을 보인다. 이들은 혼자 있는 걸 좋아하지 않으며, 지지 시스템으로부터 분리되면 고통, 고립, 외로움을 경험하기도 한다. 더하여 환자들은 미관적인 관점을 가지고 있어, 여러 상황에서 부정적인 결과가 나올 것이라고 전망한다. 또한 내향적이며 비난에 상당히 민감하고 거절을 두려워한다.
정신질환 진단 및 통계 편람(Diagnostic and Statistical Manual of Mental Disorders)의 제5판인 DSM-5에서 클러스터 C 성격장애(Cluster C personality disorder)로 분류된다. 치료 옵션은 심리치료(psychotherapy) 특히 자신감, 자율성, 대처 기제를 향상시키는 것을 목표로 하는 인지행동치료(cognitive-behavioral therapy, CBT)가 있다. 일부 경우, 불안이나 우울 등의 동반 증상 치료를 위한 약 처방이 내려지기도 한다.

## 위험 요인
의존성 성격장애는 여러 유전적 요소와 환경적 요소와 연관지어 왔다. 방임(neglect)이나 학대(abuse)의 양육 방식을 받은 이력이 있는 사람은 의존성 성격장애 발달 위험성이 크며, 특히 장기적인 학대적 관계를 경험한 이들의 발병 위험성이 크다. 게다가 과보호성 혹은 권위주의적 부모가 양육한 이들은 의존성 성격장애가 발달하기 더욱 쉽다.
유전적 소인(genetic predisposition) 역시 성격장애 발달에 중요한 역할을 한다. 연구애서는 의존성 성격장애와 불안장애(anxiety disorder) 가족력 간의 연관성을 제시하였다. 2004년 쌍둥이 연구에서는 성격장애 전체에 있어 0.81이라는 유전가능성의 지수가 나왔는데 이는 의존성 성격장애 발달의 유전적 요소가 강하다는 것을 시사한다.

## 원인
정확한 원인은 알려져 있지 않지만, 2012년 한 연구에 의하면, 55~72% 정도의 증세 위험도로 부모에게서 유전된다고 한다. 의존성 성격(dependent personality)과 의존성 성격장애(dependent personality disorder)와의 차이는 다소 주관적이기에, 진단에 있어서는 젠더 역할 기대(gender role expectations)와 같은 문화적 영향을 민감하게 고려해야 한다.
아이들의 의존적인 특성은 부모의 과보호(overprotectiveness)와 권위주의(authoritarianism) 행동이
특성인 양육 행동 및 태도와 함께 증가하는 경향을 보인다. 따라서 의존성 성격장애 발달 가능성이 높아지는데, 이는 이러한 양육 특성이 아이들의 자율성 발달을 제한할 수 있고, 아이들에게 타인은 강력하고 유능하다고 가르치게 된다.
방임, 학대, 심각한 질병 등 개인의 초기 생애에서 트라우마나 불운한 경험은 이후 삶에서 의존성 성격장애를 포함한 다양한 성격장애 유발 가능성을 높인다. 특히 대인관계 스트레스가 높고 사회적 지지가 적은 개인에게서 잘 발생한다.
남성보다는 여성에게서 발생 빈도가 높은데, 이는 젠더 역할에 관한 사회적 기대가 어느 정도 원인을 제공하는 것으로 보인다.

## 진단
임상가와 임상연구자들은
임상연구자들은 다음 네 요소로 의존성 성격장애를 정의한다.
- 인지적(Cognitive) : 자신은 무력하고 무능하다고 생각하면서 동시에 타인은 비교적 힘 있고 잠재력이 있다고 믿는다.
- 동기적(Motivational) : 보호자와 양육자와의 관계를 획득하고 유지하고자 하는 욕구
- 행동적(Behavioral) : 인적 유대를 강화하고 유기와 거절의 가능성을 최소화하도록 설계된 관계를 용이하게 하는 행동 패턴
- 정서적(Emotional) : 유기공포, 거절에 대한 두려움, 권위자의 평가에 관한 불안[9]

### DSM
미국정신의학협회(American Psychiatric Association)가 제공하는 '정신질환 진단 및 통계 편람(Diagnostic and Statistical Manual of Mental Disorders, DSM) IV-TR판(DSM-IV-TR)'에서는 의존성 성격장애 진단이 포함되어 있다. 돌봄받고자 하는 욕구가 일상에서 과도하게 나타나며, 이는 순응적이고 집착적인 행동과 분리 불안을 야기한다. 이는 성인 초기에 시작하여 다양한 맥락에서 나타날 수 있다.
DSM-IV에 수록된 의존성 성격장애를 포함한 여러 성격장애 정의에서는, 동반증상(comorbidity) 진단이 과도한 것, 적용 범위가 충분치 못한 것, 정상적인 심리적 기능과의 경계가 제멋대로인 것, 동일한 진단을 받은 개인간에도 불균등한 모습을 보이는 것 등의 문제가 발생하였다.
DSM-5(2013)에서는 의존성 성격장애에 관한 8가지 특성으로 구성된 1개의 기준을 마련하고 있다. 아래의 요소들 중에 5가지 이상에 해당하면 의존성 성격장애에 해당한다.
1. 타인으로부터 과도한 충고와 위안이 없이는 일상에서 결정을 내리기 힘들다.
2. 자기 삶의 대부분을 타인이 책임져 주기를 바란다.
3. 지지나 인정을 잃을 것을 두려워하여 타인에게 반대 의견을 표현하기 힘들다.
4. 스스로 과제를 주도하거나 무언가를 하기 힘들다. (동기나 에너지가 부족해서가 아니라 판단이나 능력에 대한 자기자신감이 부족하기 때문이다.)
5. 언짢은 일을 자진하여 해 줄 정도로 타인으로부터 양육과 지지를 과도하게 얻고자 한다.
6. 스스로를 돌볼 수 없다는 두려움이 지나쳐 혼자 있을 때 불편하거나 무기력함을 느낀다.
7. 친밀한 관계가 끝나면 돌봄과 지지의 근원으로 다른 관계를 급히 찾아나선다.
8. 스스로를 돌봐야 하는 상황에 처하는 것에 대한 두려움에 비현실적으로 몰두한다.[12]

#### 대안 모델
의존성 성격장애를 포함한 DSM-IV의 성격장애는 과도한 진단 동반 증상, 부적절한 적용 범위, 절살적 심리 기능을 수행하는 것에 대한 임의적인 경계 포함, 동일한 범주 진간 내에서의 개인간 이종성(異種性, heterogeneity) 등으로 인하여 문제시되었다. 이런 결점으로 인하여 DSM-5는 DSM-5 성격장애 대안 모델(Alternative DSM-5 Model for Personality Disorders, AMPD)을 새로 설정하였다. AMPD에서는 의존성 성격장애를 독립 진단 증세로 넣지 않았다. 그러나 AMPD에서는  의존성 성격장애로 정의되는 것은 성격장애 특징 특성(Personality disorder trait specified)으로 진단될 수 있으며, 이는 대안 모델에서 발견되는 성격장애의 차원적 진단에 해당한다고 말한다.

### ICD-10
세계보건기구(World Health Organization)가 제공하는 ICD-10은 의존성 성격장애를 '제5장 정신 및 행동 장애(Chapter V Mental and behavioural disorders)' 'F60.7 F60.7절 의존성 성격장애(F60.7 Dependent personality disorder)'로 수록하였다.
 아래 사항 중 4개 이상에 해당하면 의존성 성격장애로 분류된다.
1. 자신의 삶의 중요한 결정 대부분을 타인이 하도록 독려하거나 허용한다.
2. 자신의 욕구를 의존하는 사람의 욕구로 종속시키고, 타인의 바람에 과도하게 순응한다.
3. 의존하는 사람에게 합리적인 요구를 하기 힘들다.
4. 스스로 돌볼 수 없다는 두려움이 지나쳐 혼자 있을 때 불편하고 무기력하다.
5. 밀접한 관계에 있는 사람에게 버려지고 스스로 돌봐야 하는 상황에 처하는 것에 대한 두려움에 사로잡혀 있다.
6. 타인으로부터 과도한 충고와 위안 없이는 일상에서 결정을 내리는 능력이 제한되어 있다.

관련 특성들은 스스로를 무기력하고 무능하며 활력이 부족하다고 느끼는 것을 포함한다.
다음을 포함한다.
- 무력감, 부적절감, 수동성, 자멸적 성격(장애)

여느 특정 성격장애 진단 역시 일련의 일반 성격장애 기준을 충족한다는 것은 ICD-10의 필요조건이다.

### SWAP-200
SWAP-200은 의존성 성격장애에 대한 진단적 기준의 외부 타당도(external validity)가 DSM에만 국한된다는 것과 같은 한계를 극복하는 것을 목표로 제시된 진단 도구이다. 이는 임상 현실의 복잡함을 보존하면서도, 임상 기반 성격장애 접근법을 만드려는 노력에서 시작한 대안적 질병 분류 체계로 작용한다. 의존성 성격장애는 SWAP-200 맥락에서 임상적 원형(clinical prototype)으로 여겨진다. 별개 증상이라기 보다는 성격 경향(personality tendencies)과 같은 종합 묘사적 성격 기준(composite description characteristic criteria)을 제공한다.
Q-Sort 방식(Q-Sort method)과 원형 매칭(prototype matching)에 기반하여, SWAP-200은 외부 관찰자의 판단에 기반한 성격 평가 절차이다. 그것은 다음과 같은 특성을 제공한다.
- DSM-IV 성격장애의 10가지 원형적 묘사에 대한 대응으로서의 성격 진단
- 임상에 기반한 성격의 11가지 Q-요소(Q-factors)를 환자가 대응하는 것에 기반한 성격 진단
- 건강하고 적응적인 기능의 차원적 프로필[11]

SWAP-200에 의한 의존성 성격장애를 정의하는 특성은 다음과 같다.
1. 타인에게 빠르고 강렬하게 밀착하고, 관계의 이력이나 맥락에 보장되지 않는 느낌과 기대가 생긴다.
2. 타인에게 환심을 사거나 복종하려는 경향이기에, 의존성 성격장애 소유자는 감정적 혹은 신체적으로 학대당하는 관계에 들어간다.
3. 이들은 수치심, 부적절함, 우울함을 느낀다.
4. 이들은 또한 무력함을 느끼고 타인의 영향을 잘 받는다.
5. 이들은 종종 불안해지고 죄책감을 느끼는 경향이 있다.
6. 이들은 자신의 분노 및 자신의 욕구와 목표를 충족시키려는 분투를 인식하고 표현하는데 어려움이 있다.
7. 괴로울 때 스스로를 위로하고 안정시키지 못하여, 자신의 감정을 조정하는 것을 돕기 위한 타인의 개입을 요구한다.[11]

### 정신역동적 진단 메뉴얼
정신역동적 진단 메뉴얼(The Psychodynamic Diagnostic Manual, PDM)은 의존성 성격장애에 대하여 처방적인(prescriptive) 의미가 아닌 묘사적인(descriptive) 의미로서 의존성 성격장애에 대하여 접근하면서 실증적인 지지를 받아왔다. PDM은 의존성 성격장애의 두 유형을 포함한다.
1. 수동-공격성(Passive-aggressive)
2. 역의존성(Counter-dependent)[11]

PDM-2는 원형적 접근을 취하여 적용하는데, SWAP-200과 같은 실증적 측정법을 사용한다. 시드니 블랫(Sidney Blatt)이 제시하였듯, 발달적 관점과 실증에 기반한 관점에 영향을 받았다. 이 모델은 의존성 성격장애에 주목할 때 특히 흥미로운데, 정신병리학(psychopathology)은 심리학적 발달의 두 주요 좌표의 왜곡에서 왔다고 주장한다.
1. 의존성/내적투사 차원(The anaclitic/introjective dimension)
2. 관계성/자기정의 차원(The relatedness/self-definition dimension)[11]

의존성 성격 조직(anaclitic personality organization)은 대인관계에 어려움을 보이며, 다음과 같은 행동을 보인다.
- 관계에의 몰두(Preoccupation with relationships)
- 유기공포와 거절에 대한 두려움(Fear of abandonment and of rejection)
- 친밀함과 친밀감 추구(Seeking closeness and intimacy)
- 개인 바운더리 유지의 어려움(Difficulty managing interpersonal boundaries)
- 불안-몰입 애착 유형 성향(Tend to have an anxious-preoccupied attachment style)[11]

내적투사 성격 유형(introjective personality style)은 자기정의(self-definition) 문제와 관련되어 있다.

### 감별진단
의존성 성격장애자와 경계선 성격장애자의 유사성은 유기공포가 있다는 것이다. 의존성 성격장애자는 경계선 성격장애자가 보이는 충동적 행동(impulsive behavior)이나 불안정 정동(unstable affect)을 보이지 않으며, 이것이 두 장애를 구분한다.

#### 경계선인격장애(borderline personality disorder)
유기공포(fear of abandonmet)를 가지고 있다는 점에서, 의존성 성격장애와 경계선 성격장애 사이엔 유사점이 보인다. 그러나 의존성 성격장애는 경계선 성격장애들이 겪는 충동적인 행동, 불안정한 정동, 나쁜 자아상 혹은 자기파괴행동, 불안정한 대인관계는 보이지 않는다.

#### 연극성인격장애(histrionic personality disorder)
타인의 주의나 관심을 강하게 요구하는 점에서는 유사하지만, 의존성 성격장애는 과장된 행동, 허언증, 표면적으로 높은 자기평가는 보이지 않는다.

#### 분리불안장애(separation anxiety disorder)
애착대상으로부터 떨어지는 것을 싫어하는 것은 유사하지만, 의존성 성격장애는 의존대상이 없어지면 새로운 대상을 찾지만, 분리불안장애는 특정 인물에 집착한다.
다음 증세는 의존성 성격장애가 흔히 동반하는 병증이다.
- 기분 장애
- 불안 장애
- 적응 장애
- 경계선 성격장애
- 회피성 성격장애
- 연극성 성격장애

## 치료
의존성 성격장애는 일반적으로 심리치료(psychotherapy)로 다룬다. 치료의 주목적은 개인을 보다 독립적이고 주변 사람과 건강한 관계를 형성하는데 도움을 주는 것이다. 이는 자존감(self-esteem)과 자신감(self-confidence)을 늘리는 식으로 진행된다.
장애로 인하여 우울증과 불안증도 앓는 환자에게는 약물치료도 병행되지만, 약물치료로서 장애로 유발되는 주요 문제들까지 치료되는 것은 아니다. 약물치료 처방을 받고 약물을 투약하는 환자는 중독과 약물남용에 빠지기 쉽기에 계속해서 주시해야 한다.
- 통찰적 정신과 치료가 매우 효과적이다.
- 집단치료, 결혼했을 경우 부부상담도 도움이 된다.
- 자기주장훈련을 통해 대인 관계에 효과적으로 적응하도록 한다.
- 증상 여부에 따라 약물투여를 할 수 있다.

## 역학
미국인 43,093명 대상으로 한 조사에서, 성인 0.49%가 의존성 성격장애 진단 기준을 충족했다고 한다.(National Epidemiologic Survey on Alcohol and Related Conditions; NESARC; Grant et al., 2004). 다른 성격장애와 마찬가지로 의존성 성격장애 역시 아동기나 성인기 초기에 나타난다. NESArC 스터디(the NESArC study) 연구에서 18-29세는 의존성 성격장애 가능성이 더 크다고 밝혔다. 의존성 성격장애는 남성보다 여성이 더 커서, 여성 0.6%가 의존성 성격장애를 가지고 있는 반면 남성은 0.4%만이 가지고 있다.
2004년 쌍둥이 연구(twin study)에서는 0.81의 유전가능성(heritability)이 있다고 밝혔다. 이 때문에 의존성 성격장애는 가족력이라는 중요한 근거가 된다.
불안 장애(anxiety disorders)와 신체적 질병 병력이 있는 아동 및 청소년은 의존성 성격장애를 얻을 가능성이 더 높다.

### 밀론의 하위유형
심리학자 시어도어 밀론(Theodore Millon)은
의존성 성격장애의 다섯 가지 성인 하위유형을 제시하였다. 의존형 인간은 다음 중 0-1개 이상에 해당한다.
| 하위유형                             | 특징                   | 성격 특성 |
| ------------------------------------ | ---------------------- | --- |
| 불안형 의존(Disquieted dependent)    | 회피 성향 포함         | 침착하지 못하게 불안한; 당황하고 초조한; 두렵고 무언가 생길 것 같은 예감이 드는; 유기에 대하여 우려할 정도로 취약한; 지지 인물이 없으면 외로운 |
| 무자아 의존(Selfless dependent)      | 피학 성향 포함         | 타인과 합일되고 타인에게 빠지는; 함몰되고 감싸지고 흡수되고 합병되고 자신의 정체성을 기꺼이 버리는; 타인과 함께하거나 타인의 확장판이 되는     |
| 미성숙 의존(Immature dependent)      | "순수(pure)" 패턴 변형 | 물정모르는, 덜 자란, 숙달되지 않은, 아이 같은; 미발달의, 경험 없는, 속기 쉬운, 미숙한; 성인의 책임을 지지 못하는                               |
| 순응성 의존(Accommodating dependent) | 연극 성향 포함         | 상냥한, 푸근한, 열망에 찬, 선의에 찬, 유순한, 책임감 있는, 기분 좋은; 불안한 느낌 거부; 순응적이고 열등한 역할을 잘 받아들임                   |
| 무기력 의존(Ineffectual dependent)   | 조현 성향 포함         | 비생산적인, 득이 없는, 무능한, 이점 없는; 마음이 번잡하지 않은 삶 추구; 어려운 일을 다루기 거절; 단점으로 번잡하지 않은                        |

## 사례
대학생인 L군은 여자친구인 B양 때문에 요즘 고민이 많다. 7개월 전 미팅을 통해 만나게 된 B양과 서로 사랑하는 사이가 되었다. 다른 대학의 학생인 B양은 매우 순종적이고 착하며 L군에게 헌신적이다. 그러나 요즘은 B양과 만나는 것이 점점 부담스럽게 느껴지고 있다. B양은 수시로 핸드폰을 통해 L군에게 보고 싶다며 만나자고 애원하곤 했다. 만나자는 연락에 L군이 선약이 있어 오늘 만날 수 없다고 하면 금방 B양은 기가 팍 죽은 목소리로 늦은 저녁에도 시간을 낼 수 없느냐며 보고 싶다고 간청했다. 자신에게 의지하며 매달리는 B양을 위해 L군은 가능한 한 시간을 내어 함께 있어주고 여러 가지 일을 도와주었으나 많은 시간을 투자해야 했다. 이렇게 몇 개월을 지내다보니 학업에 소홀하게 되었을 뿐만 아니라 학과나 동아리 친구들과도 소원해지게 되었다. L군은 이렇게 생활해서는 안되겠다고 생각하고 B양과 일주일에 한번만 만나자고 제안했다. 이러한 L군의 제안에 B양은 자신이 싫어진거냐며 울먹였다. 자신은 혼자 있으면 너무 허전해서 항상 L군이 보고 싶은데 어떡해야 하느냐며 눈물을 떨어뜨렸다. L군은 B양을 여전히 사랑하지만 지나치게 자신에게 의존하는 B양이 점점 부담스럽게 느껴지고 있다.

## 같이 보기
- 공의존
- 인격장애
- 조현증
- 피해망상
- 과민반응
- 착한아이 콤플렉스
- 피터팬 콤플렉스
- 신데렐라 콤플렉스

### 성격장애
- 기분 장애
- 불안 장애
- 적응 장애
- 경계선 성격장애
- 회피성 성격장애
- 연극성 성격장애